# Heinrich Adolf Rinne

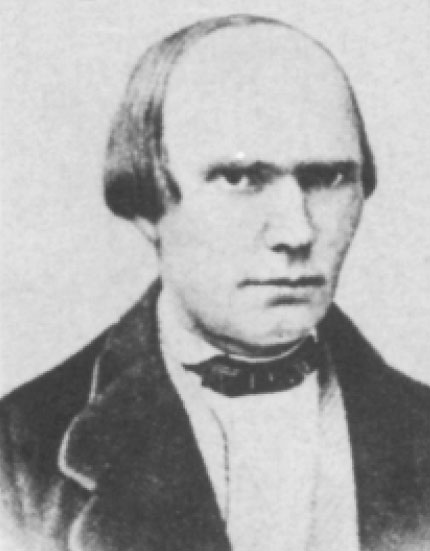
Heinrich Adolf Rinne

Heinrich Adolf Rinne (* 24. Januar 1819 in Vlotho; † 26. Juli 1868 in Hildesheim) war ein in Göttingen tätiger deutscher Otologe.
Er publizierte 1855 den später nach ihm benannten Rinne-Versuch, ein Untersuchungsverfahren zur Hörprüfung. In dieser Arbeit (Beitrage zur Physiologie des Menschlichen Ohres) beschrieb er die Anatomie und Physiologie der Schallleitung am Ohr, sowie 22 verschiedene Tests zur Funktion derselben, darunter auch den heute bekannten Rinne-Test.

## Veröffentlichungen
- Über das Stimmorgan und die Bildung der Sprache. [Müller’s] Archiv für Anatomie, Physiologie und wissenschaftliche Medicin, Berlin, 1850.
- Beitrage zur Physiologie des Menschlichen Ohres. Vierteljahrschrift für die Praktische Heilkunde, Band 45, 1855.
- Über die Formen des Himmelgewölbes. Zeitschrift für rationelle Medicin, Leipzig and Heidelberg, 1866.
- Materialismus und ethisches Bedürfnis in ihrem Verhältnisse zur Psychologie. Vieweg, Braunschweig 1868.